# Tony George
Tony George, nato Anton Hulman George (Indianapolis, 30 dicembre 1959), è un imprenditore statunitense.

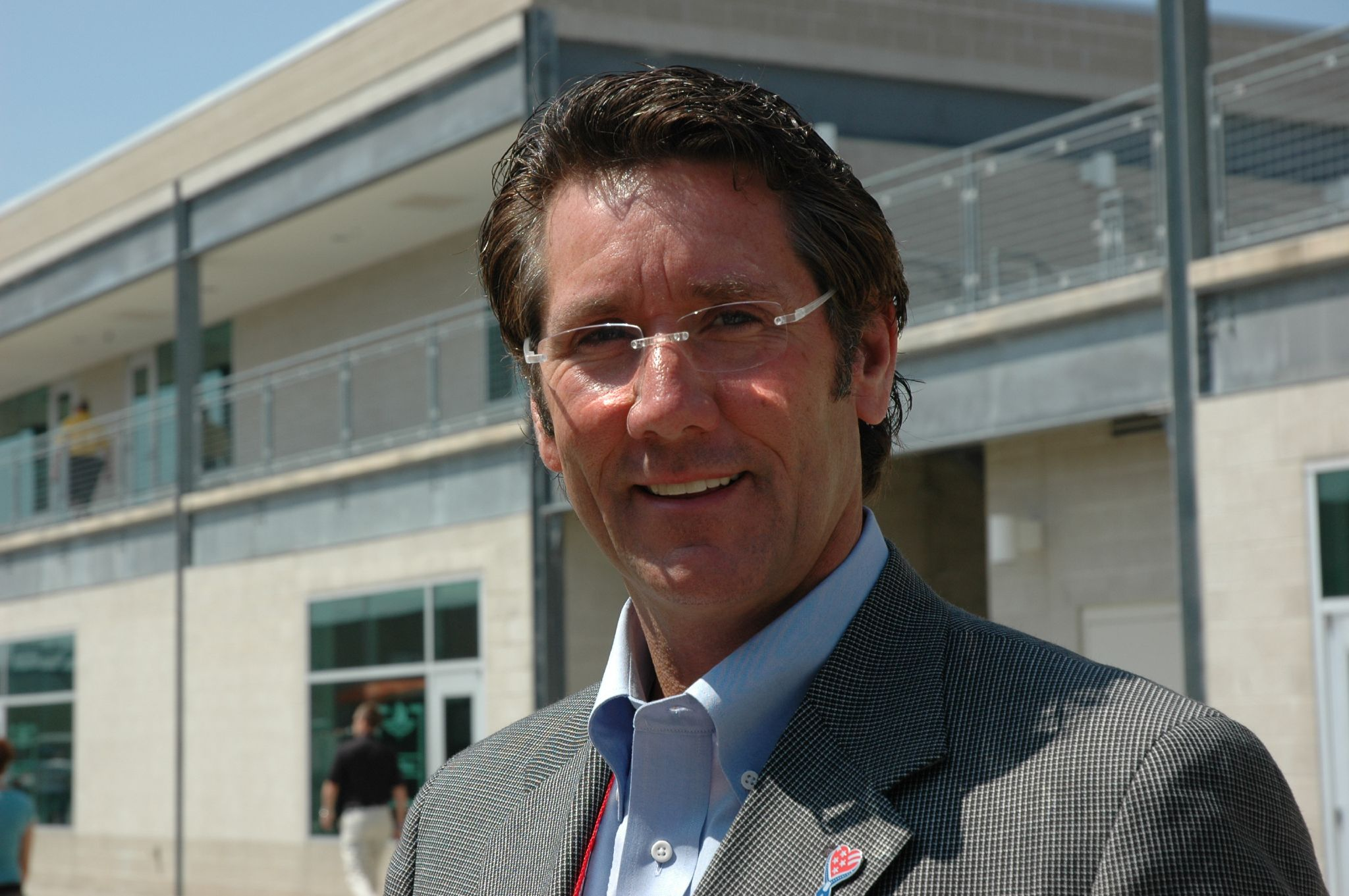
Tony George nel maggio 2007

Proprietario dell'Indianapolis Motor Speedway dal 1989 al 2019, ricopre anche la carica di presidente della Hulman & Co., produttori di bevande ed alimenti.
George è il nipote di Tony Hulman, che acquistò il circuito di Indianapolis dopo la seconda guerra mondiale per riportarlo agli antichi fasti. È stato un pilota nella categoria Indy Lights, dove nella stagione 1989 ha chiuso al 12º posto finale con 5 gare nelle prime 10 posizioni.
Sua madre Mari Hulman George è il presidente del circuito ed ha l'incarico di pronunciare la celebre frase "Ladies and gentlemen, start your engines" ad ogni partenza della 500 Miglia di Indianapolis.
Nel 1996 ha dato il via al campionato Indy Racing League.
Tony George è tornato presidente dell’Indianapolis Motor Speedway. La capogruppo che controlla il tracciato statunitense e l’IndyCar Series ha nominato il sessantacinquenne al comando del Consiglio di Amministrazione al posto della madre, Mari Hulman-George.